# Claire Greffet
Claire Greffet, née le 1er mai 1969, est une joueuse française de water-polo.

## Carrière
Avec l'équipe de France féminine de water-polo, Claire Greffet est médaillée de bronze aux Championnats d'Europe 1989.
Elle joue en club aux Dauphins de Créteil avec lequel elle est finaliste de la Coupe d'Europe des clubs champions en 1988. 8 titres de Championne de France de 1987 à 1993 avec les Dauphins de Créteil.